# Partito Comunista Marxista-Leninista (Turchia)
Il Partito Comunista Marxista-Leninista (Marksist-Leninist Komünist Partisi in turco, abbreviato MLKP) è un partito comunista illegale turco.

## Storia
Il MLKP è stato fondato nel settembre 1994 dalla fusione di due partiti filo-albanesi, il Partito Comunista della Turchia/marxista-leninista - Hareketi (fuoriuscito nel 1976 dal Partito Comunista della Turchia/Marxista-Leninista) con il Movimento Comunista dei Lavoratori di Turchia (TKİH). In questa fase il nome del nuovo partito è Fondazione MLKP (MLKP-Kuruluş).
Nel settembre 1995, durante il primo congresso, il Partito si fonde con il Partito Comunista di Turchia/marxista-leninista Nuova Organizzazione Costituente (TKP/ML YİÖ) e il nome viene cambiato in quello attuale. Nello stesso anno avviene una scissione con la fuoriuscita del Partito Comunista Organizzazione Costituente (KP-İÖ).
A partire dal 2012 il MLKP ha inviato volontari in Siria per combattere nell'Unità di Protezione Popolare (YPG) di Rojava (Kurdistan siriano). Almeno quattro di questi combattenti sono stati uccisi in battaglia: uno nella battaglia di Ras al-Ayn e tre durante l'assedio di Kobanê. Il Partito ha dichiarato l'intenzione di formare una brigata internazionale comunista alleata del YPG, sul modello delle brigate internazionali attive durante la guerra civile spagnola, e nel gennaio 2015 ha diffuso un video che mostra tra i suoi ranghi numerosi combattenti volontari comunisti di lingua tedesca e spagnola. I militanti del MLKP si sono uniti alle formazioni del Partito dei Lavoratori del Kurdistan (PKK) nel nord dell'Iraq a difesa della minoranza yazida di Sinjar, perseguitata dall'ISIS.